# Liste der Monuments historiques in Sallebœuf
Die Liste der Monuments historiques in Sallebœuf führt die Monuments historiques in der französischen Gemeinde Sallebœuf auf.

## Liste der Bauwerke
| Bezeichnung        | Beschreibung | Standort | Kennzeichnung | Schutzstatus | Datum | Bild |
| ------------------ | ------------ | -------- | ------------- | ------------ | ----- | ---- |
| Domaine du Rivalet |              | (Lage)   | PA00125245    | Inscrit      | 1993  |      |